# 王建明 (1962年12月)
王建明（1962年12月—），福建省漳州市人。中华人民共和国政治人物。中华人民共和国二级大检察官。

## 生平
1984年8月参加工作，1983年11月加入中国共产党。1984年毕业于厦门大学法律系，进入最高人民检察院工作，历任最高人民检察院监所检察厅干部、副处长、处长、厅长助理。1997年任最高人民检察院监所检察厅副厅长；1999年任最高人民检察院审查批捕厅副厅长：2000年任最高人民检察院侦查监督厅副厅长；2001年任最高人民检察院反贪污贿略总局副局长（正厅级）；2004年2月，任最高人民检察院反贪污贿赂总局局长；2005年，任最高人民检察院检委会委员、反贪污贿略总局局长。2007年，任最高人民检察院检委会副部级专职委员、反贪污贿赂总局局长。
2009年6月，任山西省人民检察院党组书记、检察长。2011年11月，任中共山西省委常委、政法委书记。2016年11月，不再担任中共山西省委常委。2017年1月，当选山西省政协副主席。

## 外部連結
- 王建明同志简历 （页面存档备份，存于） 中国经济网 2014-05-02

| 中国共产党职务             | 中国共产党职务                                              | 中国共产党职务 |
| -------------------------- | ----------------------------------------------------------- | -------------- |
| 前任： 金道铭              | 中国共产党山西省委员会政法委员会书记 2011年11月－2016年11月 | 繼任： 黄晓薇  |
| 中华人民共和国检察机关职务 |                                                             |                |
| 前任： '                   | 山西省人民检察院检察长 2009年6月－2011年11月                | 繼任： '       |
| 前任： 张建南              | 最高人民检察院反贪污贿赂总局局长 2004年－2009年             | 繼任： 陈连福  |